# 多胡光純
多胡 光純（たご てるよし、1974年 - ）は、日本のカメラマンである。

## 来歴・人物
獨協大学卒業。同大学探検部に所属し、辺境への旅をはじめる。これまでの主な活動に、竹を使い組み上げた筏で四万十川航下、オーストラリア内陸に広がる砂漠地帯を単独自転車で縦断、マダガスカル島ではバオバブの木を求め自転車で島縦断、その後舞台は北米に移り極北カナダ、アラスカを流れるマッケンジー川やユーコン川、セロン川などカヌーで旅しネイティブインディアン、イヌイットと触れ合う旅を続ける。旅で出会う空間、その空間に生きる人の暮らしに不思議を覚え、旅は撮影行となり、出逢いはエッセイとして記録するようになる。
卒業後も極北カナダへ7年に渡り通い詰め、2003年にカヌーとモーターパラグライダーを組み合わせた「極北カナダ・マッケンジー河漕飛行」を皮切りに、モーターパラグライダー空撮と旅を軸に作家活動を行っている。これまでに北海道の大雪山、知床、関東、甲信越・佐渡、また瀬戸大橋など日本各地の空撮映像を撮ってきている。2007年頃よりNHKで何度か取り上げられ、注目されている。
2003年10月、日本ハング・パラグライディング連盟のMPGパイロット資格取得

## 主な作品
- <DVD>「空撮 紅葉　天空の旅人 錦秋の大地を飛ぶ」（2008年、NHKエンタープライズ）
- <DVD>「空撮 桜　天空の旅人 さくらの春を飛ぶ」（2008年、NHKエンタープライズ）
- <DVD>「天空の旅人 紅葉列島を飛ぶ」（2007年、NHKエンタープライズ）